# Niña de ayer

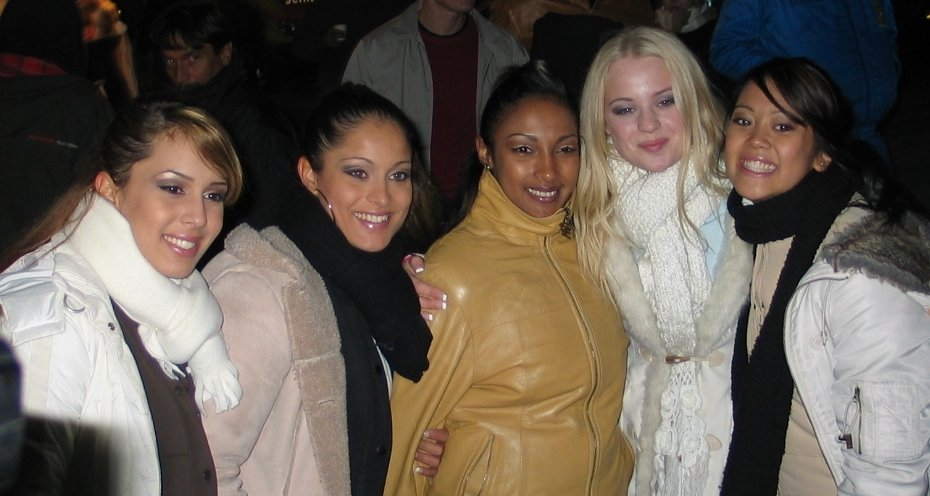
Preluders, intérpretes originales de la canción.

"Niña de Ayer" (Everyday Girl) es una canción de la cantante y actriz mexicana Belinda. La canción es el sexto track de su álbum debut Belinda lanzado en el año de 2003, además de ser la canción de apertura del DVD de la cantante Fiesta en la Azotea: en vivo desde el Auditorio Nacional.
La canción es una adaptación de Everyday Girl del grupo alemán Preluders salido del reality show Popstars. La canción apareció en su álbum debut Girls in the House. 
La canción original en inglés fue escrita por Per Eklund y Fredrik Björk, y en la adaptación al español participaron Belinda y Maurice Stern.